# Picomonas
Picomonas es un género de eucariotas marinos, descubierto en 2007, previamente identificados como arqueoplastidos derivados. Conforman el grupo hermano de las algas rojas y el género Rhodelphis. Se ha propuesto clasificar a ambos taxones en un grupo denominado Rhodaria.
Este género es importante para la comprensión de la evolución de los cloroplastos porque proporciona información sobre la morfología y bioquímica de los primeros arqueoplastidos o los primeros miembros del reino Plantae.

## Descubrimiento
A finales de la década de los 90, el proyecto europeo Picodiv estudió los organismos del picoplankton, tomando muestras en el Atlántico norte y el Mediterráneo durante un período de dos años. Picobiliphyta se encontró fundamentalmente en las costas frías pobres en nutrientes, donde puede constituir hasta el 50% de la biomasa. Además de secuencias genéticas, los investigadores detectaron ficobiliproteinas, que supusieron contenidas dentro de los cloroplastos (en las algas rojas, por ejemplo, estas proteínas constituyen pigmentos de los cloroplastos). Haciendo referencia a su pequeño tamaño y a la presencia de ficobiliproteinas, los investigadores denominaron al nuevo grupo Picobiliphyta.
Sin embargo, dos estudios de 2011 contradicen está hipótesis. Uno de los estudios, que encontró células en el océano Pacífico, no obtuvo fluorescencia indicativa de pigmentos fotosintéticos. Concluyó, por tanto, que la detección anterior de fluorescencia podría deberse a fragmentos de una presa ingerida (por ejemplo, una cianobacteria). Otro estudio de 2011 no encontró proteínas propias de cloroplastos codificadas en los fragmentos del genoma nuclear que reconstruyeron. Esto también sugiere que estos organismos son heterótrofos.
Actualmente Picomonas es considerado un género de nanoflagelados heterótrófos con características únicas tales como un orgánulo de alimentación que justifica su posición filogenética aislada, además de un modo de desplazamiento inusual. Se supone que se alimentan de partículas orgánicas, puesto que en ellos no se encontraron restos de bacterias.

## Galería
- Movimento de Picomonas judraskeda
- Animación de una estructura 3D de Picomonas judraskeda